# 葎草蚜
葎草蚜（学名：Aphis humuli）为常蚜科蚜屬下的一个种。